# Gronings Ontzet
Met het Gronings Ontzet of Achtentwintigsten of Bommen Berend wordt gevierd dat de stad Groningen in het rampjaar 1672 het beleg door Bernhard von Galen, bisschop van Münster, heeft doorstaan.
Op 17 augustus van dat jaar (28 augustus volgens de gregoriaanse kalender), en na een beleg van amper een maand, gaf de bisschop zijn troepen opdracht zich terug te trekken.
De bisschop werd (en wordt) in de volksmond Bommen Berend genoemd vanwege het veelvuldige gebruik van door kanonnen afgeschoten bommen, voor die tijd het modernste wapentuig, waarmee aanzienlijke schade werd aangericht binnen de stadsmuren.

## Historische context
De prins-bisschop van Münster meende aanspraak op de gebieden in en om Groningen te kunnen maken omdat deze ooit tot zijn bisdom hadden behoord. De Ommelanden maakten tot de instelling van het bisdom Groningen, in 1559, kerkelijk deel uit van het bisdom Münster. Westerwolde maakte kerkelijk geen deel uit van dat bisdom, maar was wel deel van het wereldlijke prinsbisdom. De jonge Nederlandse Republiek werd in 1672 van alle kanten aangevallen en zo zag hij zijn kans schoon het "onbeschermde" noorden aan te vallen om zijn aanspraken hard te maken.

### Voorgeschiedenis
Reeds in 1665 had de Bisschop van Münster een inval gedaan in Westerwolde (het gewest dat het langste toebehoorde aan het bisdom Münster) in wat bekend werd als de Eerste Münsterse Oorlog. In de grensdorpen Walchum, Dersum en Heede werden de Munsterse soldaten gelegerd. Aangezien de legerleiding op de hoogte was van de verraderlijke moerassige landen in de grensgebieden en de Nederlandse tactiek van het inunderen (onder water zetten) van deze gebieden, verzonnen zij een list om naar de Westerwoldse dorpen te komen. Vermoedelijk richting Sellingen, via de Hasseberg, maakten zij een enkele kilometers lange kunstmatige weg door het drassige gebied. Zij gebruikten hiervoor rijshout, schuurdeuren, palen en allerlei ander materiaal. De bedoeling was dat de veel grotere achterhoede van het leger met geschut zou volgen. Alvorens verder te trekken naar de vestingen Bourtange en Winschoten en het huis te Wedde, maakte de voorhoede van het leger kwartier in het esgehucht Jipsinghuizen, om daar te wachten op aansluiting van de achterhoede van het leger dat zou volgen. Volgens overlevering bevond de legerleiding zich in erve Pollingh, een forse boerderij direct ten noorden van de es, terwijl het legerkamp zich op de Breiskaamp bevond.
In de ochtend van 26 september 1665 vielen de gardetroepen van Groningen & Ommelanden vanuit Bourtange het Munsterse legerkamp bij Jipsinghuizen aan. Verhoudingsgewijs ver in de minderheid, wisten de Groningers onder leiding van luitenant Nierop de Munstersen te overrompelen en na een 'hart gevecht' (Aitzema) op de vlucht te jagen. Het was een korte, maar zeer gewelddadige confrontatie waarbij rond 300 Munsterse soldaten sneuvelden. De Munsterse troepen moesten halsoverkop vluchten en zich terugtrekken in het Eemsland via de kunstmatige pas door het moeras. Nadien maakten de Bourtanger soldaten de gefabriceerde weg onklaar door deze in brand te steken. Dat de Staatse troepen uit Bourtange deze overwinning behaalden was volgens overlevering mede te danken aan koster Willem Maartens uit Vriescheloo. Het verhaal wil dat hij bij aankomst van het garnizoen uit Bourtange in Jipsinghuizen op zijn trompet zó hard het Wilhelmus speelde, dat de Munstersen dachten dat zij door een heel regiment Nederlandse troepen waren omsingeld. Aangezien zij hun wapens ook nog eens onklaar weg hadden gezet, werd dit voor Bommen Berend een gevoelige nederlaag. De legende vertelt ook dat Willem Maartensz. een flinke beloning voor zijn optreden kreeg. Hij zou namelijk een boerderij mogen bouwen op de plek die later de Staakenborgh zou heten (tussen Vlagtwedde en Bourtange). De gebeurtenis van het militaire treffen staat ook wel bekend als de Slag bij Jipsinghuizen (1665). Het plaatselijke Bisschopskerkhof herinnert aan de gesneuvelde Munsterse soldaten van de slag die daar zouden zijn begraven in een massagraf.

### De opmars naar de vestingstad Groningen (1672)
Nadat een reeks steden en vestingen in Twente, Salland en de kop van Overijssel waren ingenomen, trok het leger van de bisschop via Bentheim naar Coevorden waar op 7 juli het beleg werd opgeslagen. Na enkele dagen strijd, gaf de stad zich over waarna het bisschoppelijke leger richting de sterkte Bourtange trok. Daar was inmiddels al paniek uitgebroken, aangezien de pas door de bisschop veroverde vesting Coevorden als een onneembare sterkte bekendstond. In die dagen was het echter zo dat veelal de leiding van de verdediging in de vestingsteden in handen was van burgemeesterszonen, in plaats van kundige militairen. Daar kwam bij dat als de bisschop vernam dat hij het niet met kanonskogels kon winnen, hij overging op een andere strategie: namelijk die van het innemen van een stad door geld en goud.
De vesting Bourtange stond echter onder leiding van de bekwame kapitein Bernard Johan Prott.
Op 11 juli 1672 eiste de Munsterse opperbevelhebber Heinrich Martel de vesting in naam van de bisschop op. Kapitein Prott en zijn garnizoen weigerden. Daarop liet Martel weten dat bij de overgave van de vesting er ook "schone conditieën" waren te bespreken, te weten: 200.000 gulden voor Prott en zijn officieren én indien dit niet genoeg was een groot adellijk stift in Westfalen. Prott weigerde en liet daarbij aan de bisschop weten dat er in Bourtange voor hem 200.000 kogels lagen te wachten indien hij het beleg niet opbrak. Na enkele dagen van beschietingen moest de bisschop in Prott en de fortresse Bourtange zijn meerdere erkennen. Het kostte hem enige moeite om daarna langs Bourtange te geraken met zijn leger, maar het lukte toch en hij nam in de dagen erna het Huis te Wedde in en de plaats Winschoten.
Het bestuur van de Landschap Drenthe had inmiddels asiel gezocht en gevonden in de stad. De drost van Drenthe was hier echter niet bij. Drost Van Bernsaw meende meer voordeel te kunnen halen uit collaboratie en had de wijk genomen naar Kampen. Hierop benoemden de Drenten Carl von Rabenhaupt tot drost van Drenthe. Hij had ook al de leiding op zich genomen van de Groninger verdediging.
Om richting de stad Groningen op te trekken was het leger van de bisschop genoodzaakt om dit via de Hondsrug te doen, over de eeuwenoude heerweg die van Groningen liep naar het Westfaalse achterland. De omliggende gebieden rond de stad die bestonden uit laaggelegen veengebieden en de Drentse beekdalen waren namelijk onder water gezet (geïnundeerd) op last van de Nederlandse opperbevelhebber Rabenhaupt.
Zijn hoofdkwartier richtte hij in in een schansje bij het plaatsje Deurze. De plaats van deze schans draagt sinds die tijd de naam "het Poepenhemeltje". ("Poepen" is de verbastering van het Duitse woord "Buben", in de betekenis van "onbeschaafden".)

### De belegering van de stad

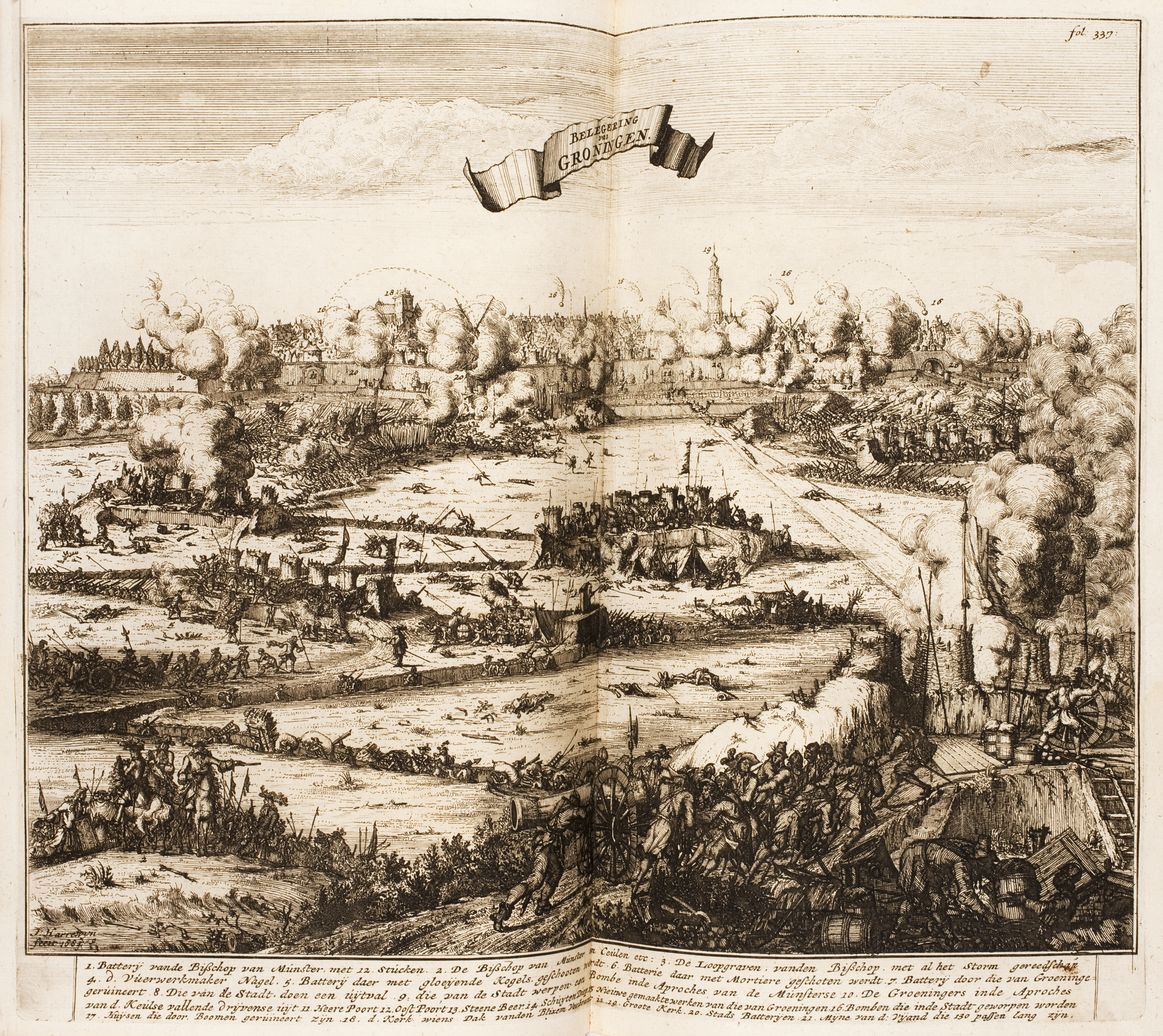
De belegering van Groningen, door Jacobus Harrewijn.

De troepen van de bisschop sloegen het beleg op voor Groningen op 21 juli. De verdedigers werden gesteund door een groot aantal gevluchte Drenten. Het gewest had zeer te lijden: het omringende platteland werd leeggeroofd door de troepen van de bisschop.
De doorslag voor de uiteindelijke beslissing tot terugtrekken lag in het feit dat zijn bondgenoot, de keurvorst van Keulen, een nederlaag had geleden bij de (in de 19e eeuw afgegraven) wierde Nienhuis ten zuiden van Garrelsweer en zijn eigen troepen waren teruggeslagen bij Noordhorn waardoor zijn rugdekking in gevaar kwam. Bovendien had de bisschop verzuimd om de toevoer naar de stad te blokkeren. Hij naderde de stad vanuit het zuiden, maar aan de noordzijde bleef de stad bereikbaar. De verovering in 1594 was vooral geslaagd omdat de stad toen wel geheel ingesloten was.
De bommen van Bommen Berend raakten vooral de zuidkant van de stad, terwijl de nieuwe uitleg in het noorden van de stad buiten het bereik van zijn geschut bleef. De nieuwe omwalling van de stad die was aangelegd bij de uitleg bewees zijn waarde.
Op 28 augustus zag Von Galen zich genoodzaakt af te druipen met slechts de helft van zijn 24.000 man tellende leger.
Pas op 29 december kwam de vesting Coevorden weer in staatse handen. Hierbij maakte Von Rabenhaupt dankbaar gebruik van Meindert van der Thijnen die kaarten van Coevorden naar Groningen smokkelde.
De Groninger zegepraal was voor Vondel reden tot een lofzang en voor Den Haag een lichtpunt in dit rampjaar, waarin de regering radeloos, het volk redeloos en het land reddeloos leek.
De Engelsen werden door de Nederlandse vloot van zee geveegd en het Franse leger strandde op de Hollandse Waterlinie en het Keulse leger liep vast in de Groninger modder.

## Festiviteiten

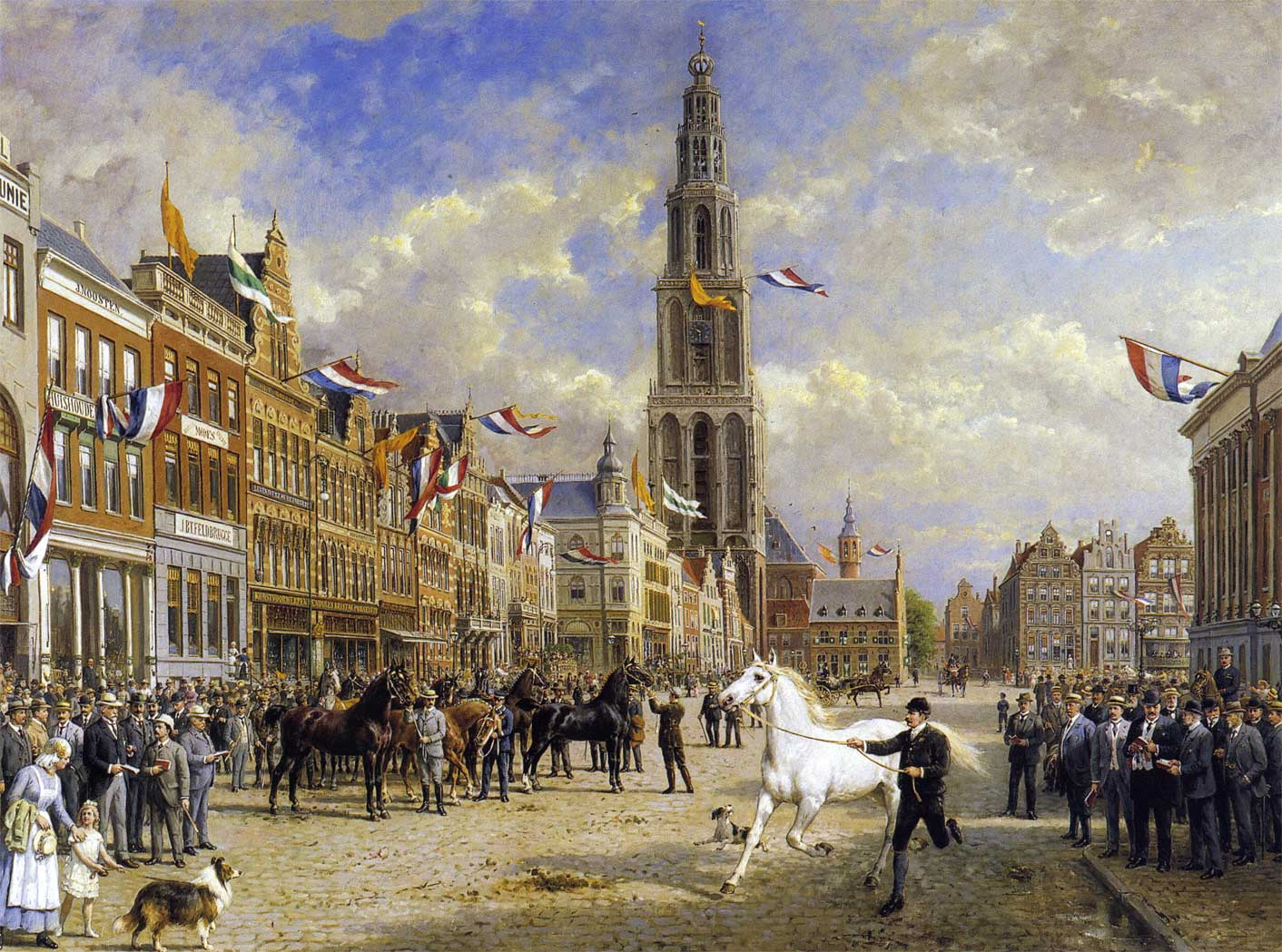
Paardenkeuring op de 28-ste (Otto Eerelman, 1920).

Deze dag is sinds die tijd de belangrijkste feestdag voor stad en ommelanden met een groot aantal feestelijkheden, een kermis, een groot vuurwerk en een muziekevenement op de drafbaan.
Sinds de opkomst van het houden van dure renpaarden door rijke Groninger boeren in de zeventiende en achttiende eeuw maken paarden een belangrijk onderdeel uit van de festiviteiten. Zo is er een paardenkeuring en zijn er drafwedstrijden. Het feest wordt vanaf 1700, na de invoering van de gregoriaanse kalender, op 28 augustus gevierd (maar op 27 augustus als de 28ste op een zondag valt).
Sinds 1874 is de Koninklijke Vereeniging voor Volksvermaken Groningen belast met de organisatie van het feest. De overheidsinstanties en veel bedrijven zijn dan gesloten. In 2007 werd het Gronings Ontzet bijgewoond door Koningin Beatrix in verband met het 150-jarig bestaan van het "Peerdenspul". Ze was ook in 1972, toen nog als prinses, aanwezig bij de herdenking.

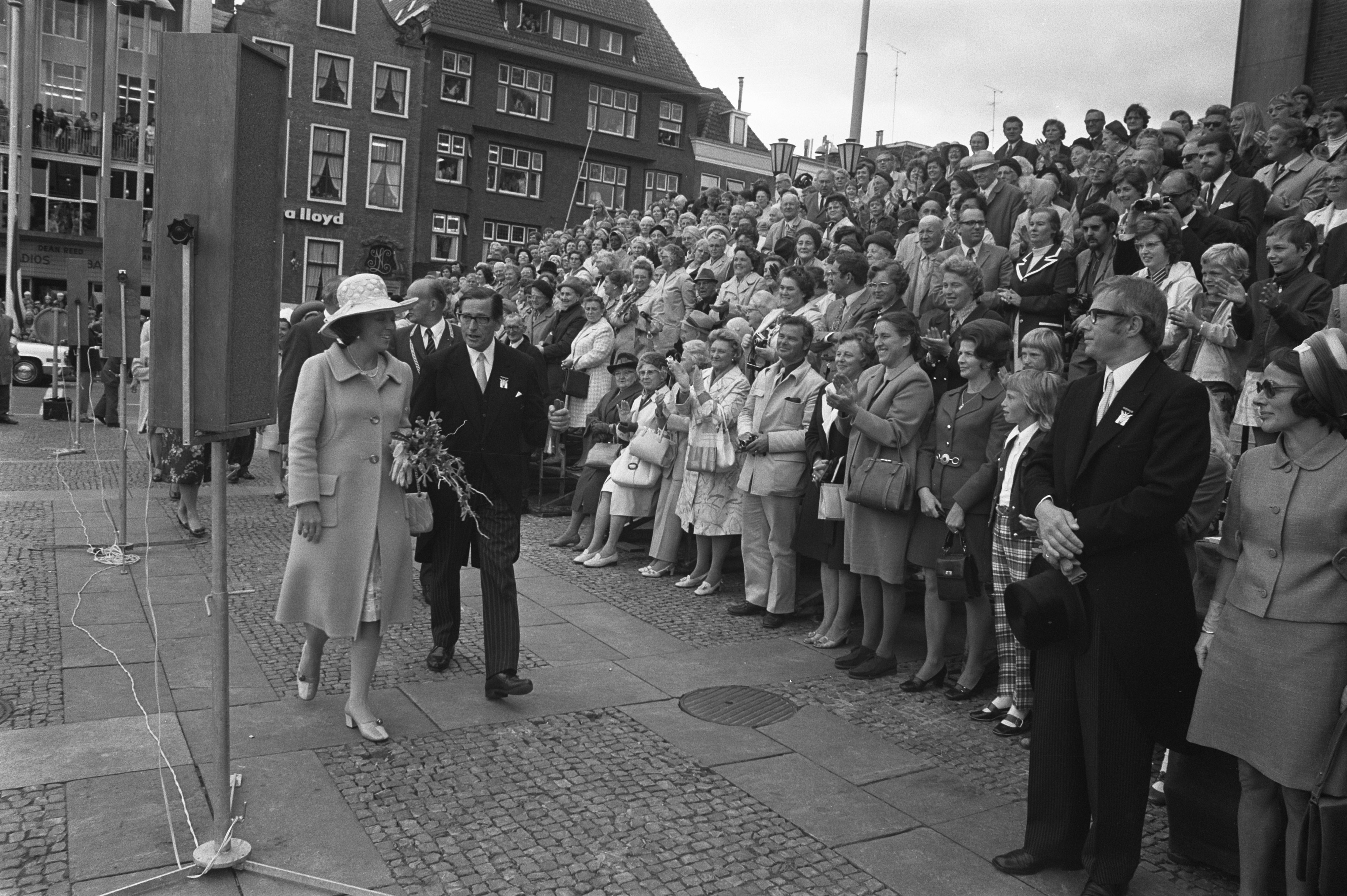
Prinses Beatrix bij de herdenking in 1972.
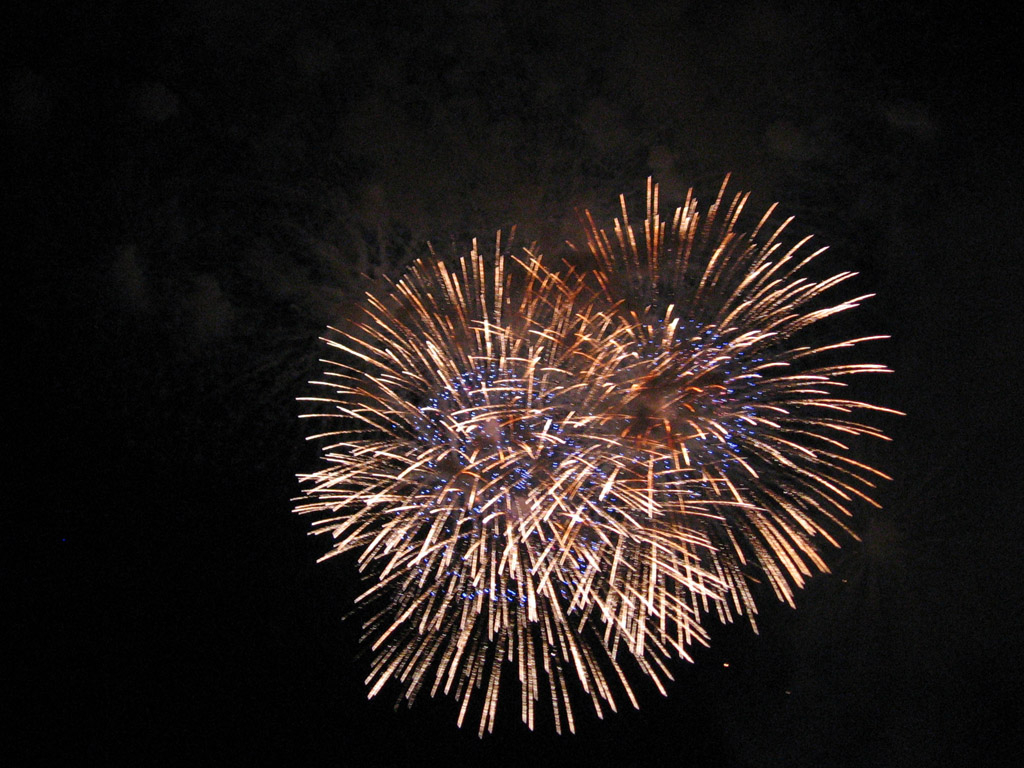
Vuurwerk tijdens Groningens Ontzet in 2005.
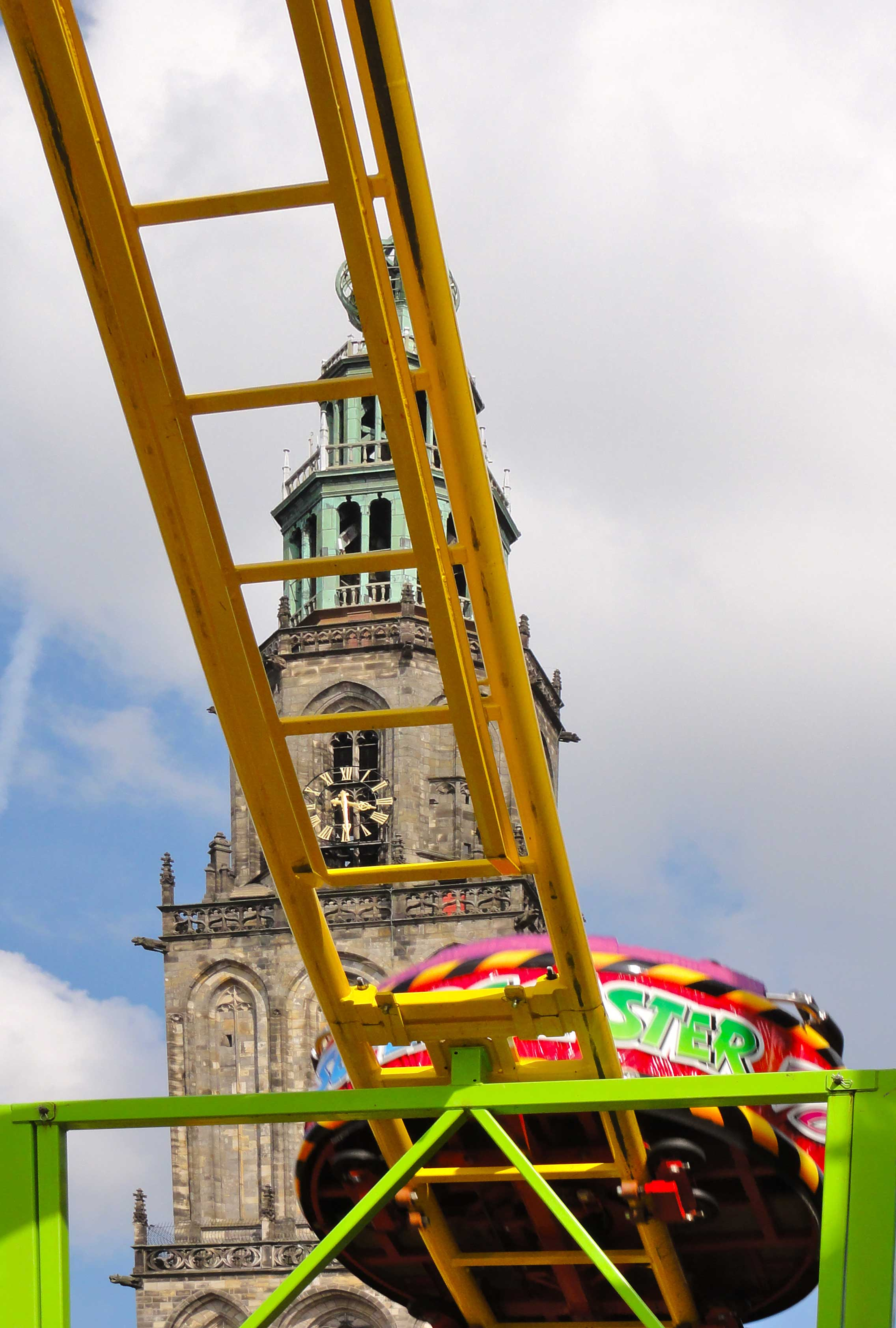
Kermis tijdens Gronings Ontzet in 2012.
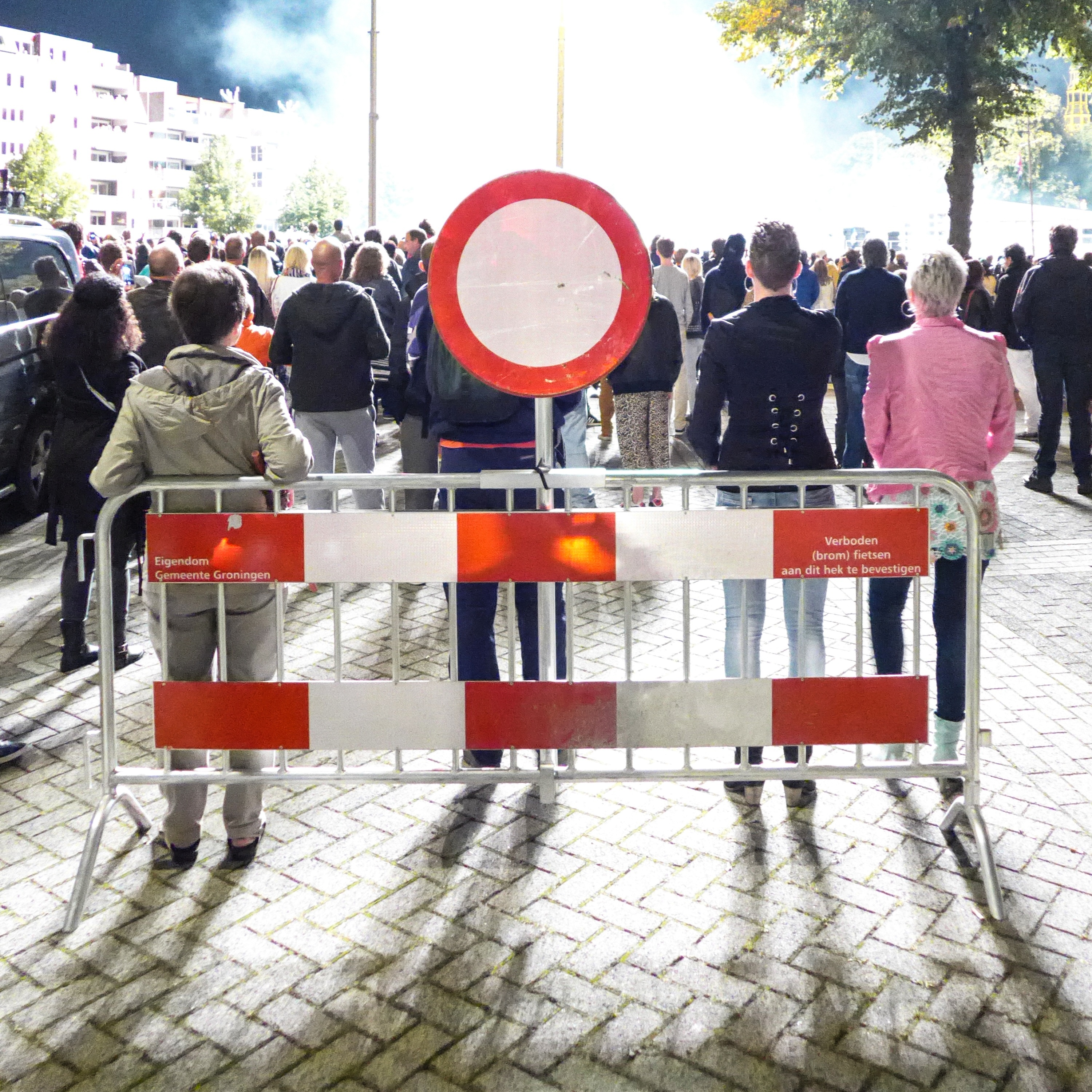
Toeschouwers bij het vuurwerk in 2014.